# (37442) 2722 P-L
2722 P-L (asteroide 37442) é um asteroide da cintura principal. Possui uma excentricidade de 0.15504580 e uma inclinação de 14.96122º.
Este asteroide foi descoberto no dia 24 de setembro de 1960 por Cornelis Johannes van Houten e Ingrid van Houten-Groeneveld e Tom Gehrels em Palomar.